# Hansen
Hansen je priimek več znanih oseb:
- Adolf Hanse (1851–1921), nemški botanik
- Alvin Hervey Hanson (1887–?), ameriški ekonomist
- Beck Hansen (1970–), ameriški glasbenik
- Christian Frederik Hansen (1756–1845), danski arhitekt
- Christophe Hansen (1982–), luksemburški politik, evropski komisar
- Curt Hansen (1964–), danski šahovski velemojster
- Emil Hansen (1867–1956), nemški slikar in grafik s pravim imenom Emil Nolde
- Emil Christian Hansen (1842–1909), danski botanik
- Erik Fosnes Hansen (1965–), ameriški pisatelj norveškega rodu
- Gerhard Henrik Armauer Hansen (1841–1912), norveški zdravnik
- Hans Christian Hansen (1906–1960), danski politik
- Joseph Hansen (1923–2004), ameriški pisatelj
- Lars Bo Hansen (1968–), danski šahovski velemojster
- Marcus Lee Hansen (1892–1928), ameriški zgodovinar
- Martine Hansen (1965–), luksemkburška političarka
- Peter Andreas Hansen (1795–1874), nemški astronom danskega rodu
- Sune Berg Hansen (1971–), danski šahovski velemojster
- William Websrer Hansen (1909–1949), ameriški fizik